# Denis Sommer
Pour les articles homonymes, voir Sommer.
Denis Sommer, né le 23 septembre 1957 à Lure (Haute-Saône, en France), est un homme politique français.
Maire de Grand-Charmont (Doubs) de 2001 à 2017, il est d'abord membre du Parti socialiste, puis rejoint La République en marche. Lors des élections législatives de 2017, il est élu député dans la troisième circonscription du Doubs.

## Biographie
Ancien ouvrier et syndicaliste chez PSA Sochaux, ancien membre du parti communiste,, Denis Sommer décide à l’âge de 35 ans de reprendre des études dans le domaine de la gestion d'entreprise. Il devient gestionnaire d’entreprises, puis enseignant d’économie et de gestion d’entreprise.
Il a fondé et anime le MRAP (Mouvement contre le racisme et pour l’amitié des peuples) du pays de Montbéliard.

### Mandats locaux
Membre du Parti socialiste, il en porte les couleurs comme élu local pendant plus de 15 ans,. Élu maire de Grand-Charmont en 2001, il anime une équipe qui fait le choix du développement de la ville en associant très largement la population[réf. nécessaire]. La ville a ainsi été pionnière dans le déploiement des écoles numériques[réf. nécessaire]. Avec 42 bénévoles, il a également créé une ferme pédagogique au Fort Lachaux. 
Au niveau régional, il est élu premier vice-président de la région Franche-Comté, chargé de l’économie et du dialogue social, et vice-président de Pays de Montbéliard Agglomérationen charge de l'économie. 

### Député depuis 2017
Lors de la campagne présidentielle de 2017, il rejoint le mouvement d’Emmanuel Macron et se présente comme candidat de la République En Marche pour la troisième circonscription du Doubs. Il est élu avec seulement 413 voix d'avance face au candidat Les Républicains et succède ainsi à Marcel Bonnot qui ne se représentait pas. 
À l’Assemblée nationale, il est membre de la commission des Affaires économiques et président du groupe d’amitié France/Bosnie-Herzégovine[réf. souhaitée]. 
En octobre 2017, il fait partie d'un collectif de 54 députés de la majorité qui signent une tribune dans Le Monde pour demander l'interdiction du glyphosate, un pesticide à l'innocuité mise en doute utilisé dans l'agriculture, « le plus rapidement possible ».
En mai 2018, il fait entériner par le groupe LREM en commission des affaires sociales un amendement ayant pour objectif que les entreprises limitent leurs recours à l'intérim et embauchent plus en CDI,.
En octobre 2018, il est chargé d’une mission d'information sur les rapports entre donneurs d’ordres et sous-traitants. Il rend son rapport en juin 2019, recommandant plusieurs mesures confortant la situation des sous-traitants et leurs droits, selon une logique de transparence et de solidarité renforcée avec leurs donneurs d'ordre,.
En février 2019, alors que le grand débat national va débuter, il envoie avec un autre député, Frédéric Barbier, une lettre à ses collègues de la majorité à l'Assemblée nationale. Les deux hommes y font l'autocritique de la politique menée par la majorité, estimant qu'il manque un « corps idéologique solide », et que des formules comme « et de droite et de gauche » ou « le progressisme » ne peuvent s'y substituer. Ils critiquent aussi la méthode utilisée jusqu'alors par la majorité, expliquant que l'unité des députés s'est faite « dans un rapport filial » au président Emmanuel Macron et « à une certaine personnalisation du pouvoir ». Ils estiment que la paresse intellectuelle qu'ils reprochaient aux anciens partis ne les a pas épargnés, appelant à travailler les politiques publiques et les arguments. Ils demandent la création d'un « nouveau contrat social », notamment pour protéger la classe moyenne « fragilisée depuis trente ans », et établissent une liste de cinq propositions.
Tête de liste à Montbéliard lors des élections municipales de 2020, il arrive au premier tour en 3e position avec 13,88 % des voix, alors que Marie-Noëlle Biguinet, maire sortante, obtient la majorité absolue et l'emporte.
Mentionné dans la presse parmi les membres possibles du nouveau groupe Écologie démocratie solidarité, il ne le rejoint finalement pas.  
En octobre 2020, il rejoint Territoires de progrès, le mouvement social-démocrate situé à l'aile gauche de la majorité présidentielle. Il reste membre de La République en marche et du groupe du même nom à l'Assemblée nationale. Denis Sommer ne se représente pas lors des élections législatives 2022. Nicolas Pacquot, maire d'Étouvans, est investi au nom de la majorité présidentielle et est élu député avec près de 51% des voix face à Nathalie Fritsch du Rassemblement National.

## Distinctions et décorations
Le 14 juillet 2015, sur proposition du ministre du Travail, de l’Emploi et de la Formation, il est nommé chevalier de la Légion d’honneur.